# 玄米茶

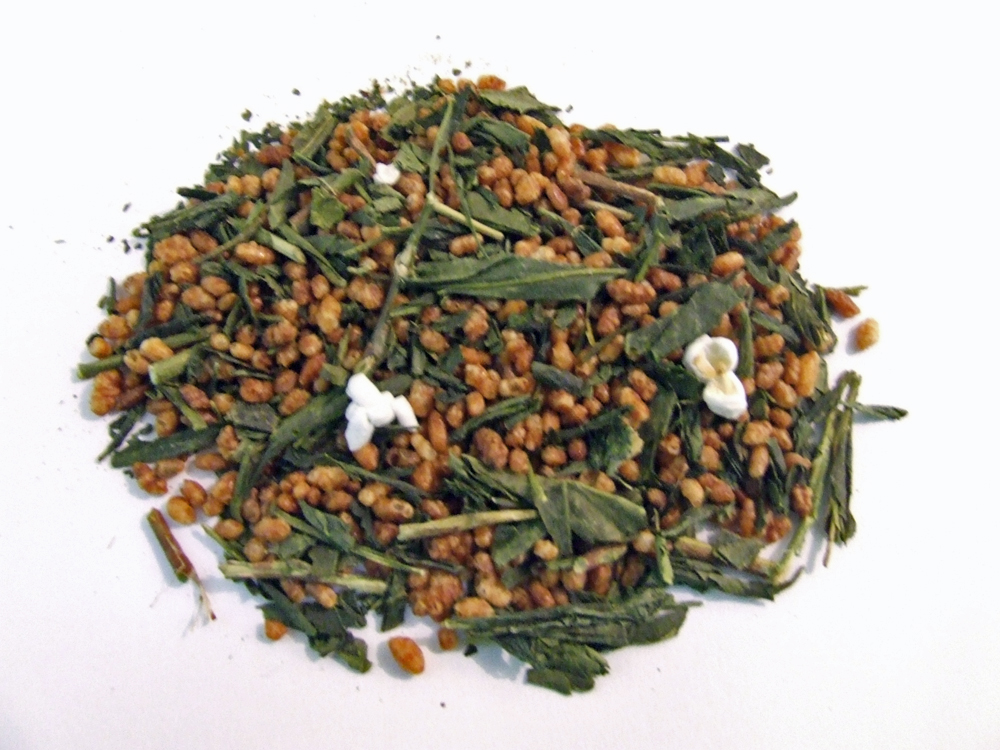
玄米茶

玄米茶（げんまいちゃ）は、緑茶と炒った米を同量ずつ混ぜたものである。緑茶、日本茶の一種。茶葉は強火で加熱し、米は蒸してから炒って狐色になるか、爆（は）ぜてポップコーン状になったものを使う。

## 概要
戦前に、京都の茶商が鏡開きのときに出る餅屑を勿体無いと考え、これを炒って茶葉に混ぜたとする説や、炊飯後に釜についたカリカリの飯粒をお茶に入れたなど、始まりには諸説ある。京都創業の複数の製茶会社が大正時代にそれぞれ「花やなぎ」「蓬莱茶」として販売したのが玄米茶の始まりだと主張している。
日本茶としては番茶やほうじ茶と同位に位置づけられる。あっさりとしており、香ばしい香りと味が特徴。玄米茶の品質は、茶葉よりも米の質に左右される。香ばしさは爆ぜた米よりも、狐色の炒った米のほうから出る。したがって後者を使ったものが玄米茶としては上質とされる。茶葉には番茶や稀に煎茶、米にはもち米が用いられる事が多く、食塩や抹茶、黒豆等を少量加えたものもある。
茶葉は番茶や煎茶が主流だが、ほうじ茶に玄米を混ぜたほうじ玄米茶も存在する。